# Coco Michelle de Jong
Coco Michelle de Jong (Hoogblokland, 1 april 1998) is een Nederlands powerliftster.

## Biografie

### Conversiestoornis
De Jong belandde in 2015 op haar zeventiende in een rolstoel ten gevolge van een conversiestoornis. Hierna heeft ze moeten revalideren door middel van krachttrainingen waarna ze in aanraking is gekomen met powerliften.

### Debuut
In 2019 maakt De Jong haar debuut op het NK Powerliften en wint brons in de 63 kg klasse in de categorie junioren. Nog geen jaar later weet ze voor de 84 kg klasse in dezelfde leeftijdscategorie haar eerste gouden medaille te winnen.

## Prestaties
De onderstaande lijst is een overzicht van officiële wedstrijden waarin De Jong heeft meegedaan.
| Jaar | Kampioenschap                                         | Gewichtsklasse | Squat | Bench | Deadlift | Totaalgewicht | Plaats |
| ---- | ----------------------------------------------------- | -------------- | ----- | ----- | -------- | ------------- | ------ |
| 2023 | Open Bench Press Classic Qualifier                    | 76             |       | 90    |          | 90            | Goud   |
| 2022 | Odin Cup                                              | 84             | 137.5 | 90    | 175      | 402.5         | Goud   |
| 2022 | SBD Cup                                               | 84             | 140   | 90    | 170      | 400           | Brons  |
| 2022 | Open NK Bankdrukken Classic                           | 84             |       | 87.5  |          | 87.5          | Brons  |
| 2022 | PWG Summer Cup                                        | 76             | 140   | 85    | 170      | 395           | Zilver |
| 2022 | Open NK Powerliften Classic                           | 84             | 122.5 | 80    | 147.5    | 350           | Brons  |
| 2021 | Open NK Bankdrukken Classic                           | 84             |       | 95    |          | 95            | Zilver |
| 2021 | World Bench Press Championships                       | 84             |       | 95    |          | 95            | 4      |
| 2021 | TOPFIT Cup Powerliften Classic                        | 84             | 145   | 95    | 165      | 405           | Goud   |
| 2021 | Subjunioren & Junioren NK Powerliften Classic         | 84             | 145   | 95    | 165      | 405           | Goud   |
| 2021 | Subjunioren Junioren & Masters NK Bankdrukken Classic | 84             |       | 90    |          | 90            | Goud   |
| 2021 | Open NK Powerliften Classic Dames                     | 76             | 132.5 | 87.5  | 162.5    | 382.5         | 5      |
| 2020 | Dutch Classic Bench Press Championships               | 84             |       | 85    |          | 85            | Zilver |
| 2020 | Dutch Juniors Classic Powerlifting Championships      | 84             | 130   | 80    | 155      | 365           | Goud   |
| 2019 | DRC Cup                                               | 72             | 120   | 75    | 147.5    | 342.5         | 7      |
| 2019 | SBD Cup                                               | 72             | 115   | 70    | 137.5    | 322.5         | 9      |
| 2019 | Dutch Classic Bench Press Championships               | 72             |       | 67.5  |          | 67.5          | 4      |
| 2019 | Dutch Juniors & Sub-Juniors Championships             | 63             | 102.5 | 65    | 137.5    | 305           | Brons  |